# Mudigere Plantation, Channapatna
Mudigere Plantation là một làng thuộc tehsil Channapatna, huyện Ramanagara, bang Karnataka, Ấn Độ.